# Orsingen-Nenzingen
Orsingen-Nenzingen è un comune tedesco di 3 155 abitanti, situato nel land del Baden-Württemberg.